# Вохринский сельский округ
Вохринский сельский округ — упразднённая административно-территориальная единица, существовавшая на территории Раменского района Московской области в 1994—2002 годах.
Вохринский сельсовет был образован в первые годы советской власти. По данным 1919 года он входил в состав Вохринской волости Бронницкого уезда Московской губернии.
В 1923 году к Вохринскому с/с был присоединён Фединский с/с, но уже в 1925 он был выделен обратно.
10 октября 1927 года Вохринская волость была преобразована в Велинско-Вохринскую.
В 1926 году Вохринский с/с включал 1 населённый пункт — деревню Вохринка.
В 1929 году Вохринский с/с был отнесён к Бронницкому району Коломенского округа Московской области. При этом к нему были присоединены Бисеровский и Фединский с/с.
17 июля 1939 года к Вохринскому с/с было присоединено селение Борщево упразднённого Борщевского с/с.
12 апреля 1952 года из Татаринцевского с/с в Вохринский было передано селение Лубнинка.
22 июня 1954 года из Ульянинского с/с в Вохринский было передано селение Слободино.
3 июня 1959 года Бронницкий район был упразднён и Вохринский с/с вошёл в Люберецкий район.
28 июля 1960 года Вохринский с/с был передан в Раменский район.
20 августа 1960 года к Вохринскому с/с были присоединены селения Забусово, Захарово, Колупаево, Локтевая, Никулино, Слободка, Торопово и Фомино упразднённого Никулинского с/с.
1 февраля 1963 года Раменский район был упразднён и Вохринский с/с вошёл в Люберецкий сельский район. 11 января 1965 года Вохринский с/с был возвращён в восстановленный Раменский район.
3 февраля 1994 года Вохринский с/с был преобразован в Вохринский сельский округ.
11 апреля 1994 года из Вохринского с/о в черту города Бронницы были переданы посёлок Горки, а также деревни Марьинка и Меньшово.
27 декабря 2002 года Вохринский с/о был упразднён, а его территория включена в Рыболовский сельский округ.